# Coppa del Mondo di combinata nordica
La Coppa del Mondo di combinata nordica è un circuito internazionale di gare di combinata nordica organizzato annualmente dalla Federazione internazionale sci e snowboard (FIS), a partire dalla stagione 1983-1984. Esclusivamente maschile fino alla stagione 2019-2020, dalla stagione 2020-2021 è stato introdotto anche un circuito di gare femminili.
Le gare si svolgono abitualmente da fine novembre a marzo prevalentemente in Europa, occasionalmente in Nord America e Giappone. Ai primi trenta classificati di ogni singola gara vengono assegnati punti a scalare (cento punti al vincitore, uno al trentesimo). Alla fine della stagione il combinatista con il punteggio complessivo più alto vince la Coppa del Mondo.
Il trofeo consegnato al vincitore è una sfera di cristallo, che rappresenta il mondo, su un piedistallo. È lo stesso trofeo consegnato ai vincitori delle altre Coppe del Mondo organizzate dalla FIS (sci alpino, salto con gli sci, sci di fondo) e dall'IBU (biathlon). Per questo a volte il termine "sfera di cristallo" è usato come sinonimo di Coppa del Mondo.
Tra le stagioni 2001 e 2008 è esistita una classifica sprint che affiancava quella generale.

## Regolamento

### Punteggio
| Punteggi assegnati | Punteggi assegnati | Punteggi assegnati | Punteggi assegnati | Punteggi assegnati | Punteggi assegnati | Punteggi assegnati | Punteggi assegnati | Punteggi assegnati | Punteggi assegnati | Punteggi assegnati | Punteggi assegnati | Punteggi assegnati | Punteggi assegnati | Punteggi assegnati | Punteggi assegnati | Punteggi assegnati | Punteggi assegnati | Punteggi assegnati | Punteggi assegnati | Punteggi assegnati | Punteggi assegnati | Punteggi assegnati | Punteggi assegnati | Punteggi assegnati | Punteggi assegnati | Punteggi assegnati | Punteggi assegnati | Punteggi assegnati | Punteggi assegnati | Punteggi assegnati |
| ------------------ | ------------------ | ------------------ | ------------------ | ------------------ | ------------------ | ------------------ | ------------------ | ------------------ | ------------------ | ------------------ | ------------------ | ------------------ | ------------------ | ------------------ | ------------------ | ------------------ | ------------------ | ------------------ | ------------------ | ------------------ | ------------------ | ------------------ | ------------------ | ------------------ | ------------------ | ------------------ | ------------------ | ------------------ | ------------------ | ------------------ |
| Risultato          | 1                  | 2                  | 3                  | 4                  | 5                  | 6                  | 7                  | 8                  | 9                  | 10                 | 11                 | 12                 | 13                 | 14                 | 15                 | 16                 | 17                 | 18                 | 19                 | 20                 | 21                 | 22                 | 23                 | 24                 | 25                 | 26                 | 27                 | 28                 | 29                 | 30                 |
| Gare individuali   | 100                | 80                 | 60                 | 50                 | 45                 | 40                 | 36                 | 32                 | 29                 | 26                 | 24                 | 22                 | 20                 | 18                 | 16                 | 15                 | 14                 | 13                 | 12                 | 11                 | 10                 | 9                  | 8                  | 7                  | 6                  | 5                  | 4                  | 3                  | 2                  | 1                  |
| Gare a squadre     | 200                | 150                | 130                | 110                | 90                 | 70                 | 60                 | 50                 | 40                 | 30                 | 25                 | 20                 | 15                 | 10                 | 5                  | –                  | –                  | –                  | –                  | –                  | –                  | –                  | –                  | –                  | –                  | –                  | –                  | –                  | –                  | –                  |

### Centri di gara
Le stazioni sciistiche che ospitano o hanno ospitato gare di Coppa del Mondo sono:
 Austria:
- Bad Goisern
- Breitenwang
- Murau
- Ramsau am Dachstein*
- Saalfelden
- Seefeld in Tirol

 Canada:
- Canmore
- Thunder Bay
- Vancouver

 Estonia:
- Otepää*

 Finlandia:
- Kuopio
- Kuusamo*
- Lahti*
- Rovaniemi
- Vuokatti

 Francia:
- Autrans
- Chaux-Neuve*
- Courchevel

 Germania:
- Klingenthal*
- Oberhof
- Oberstdorf
- Oberwiesenthal
- Reit im Winkl
- Ruhpolding
- Schonach im Schwarzwald*

 Giappone:
- Hakuba
- Nayoro
- Nozawa Onsen
- Sapporo

 Italia:
- Pragelato
- Santa Caterina Valfurva
- Tarvisio
- Val di Fiemme*

 Kazakistan:
- Almaty

 Norvegia:
- Lillehammer*
- Oslo (Holmenkollen)*
- Trondheim*
- Vikersund

 Polonia
- Zakopane

 Rep. Ceca:
- Harrachov
- Liberec

 Russia:
- San Pietroburgo[1]
- Soči

 Slovacchia:
- Štrbské Pleso

 Slovenia:
- Planica[2]

 Stati Uniti:
- Lake Placid
- Park City
- Steamboat Springs

 Svezia:
- Falun
- Örnsköldsvik

 Svizzera:
- Le Brassus
- Sankt Moritz

*Centri inclusi nel programma della stagione 2018-2019.

## La Coppa del Mondo di sprint
Dalla stagione 2001 alla stagione 2008 la Federazione Internazionale Sci ha assegnato anche la Coppa del Mondo di sprint, la cui classifica veniva stilata tenendo conto solo dei risultati delle gare sprint inserite nel calendario della Coppa del Mondo di combinata nordica. Alla fine della stagione il combinatista con il punteggio complessivo più alto vinceva la Coppa.

## Il Grand Prix
Dalla stagione 2002 alla stagione 2007 la Federazione Internazionale Sci ha assegnato anche il Warsteiner Grand Prix, la cui classifica veniva stilata tenendo conto solo dei risultati delle gare disputate in Germania e inserite nel calendario della Coppa del Mondo di combinata nordica. Alla fine della stagione il combinatista con il punteggio complessivo più alto vinceva il Grand Prix.

## Classifica generale

### Uomini
| Stagione | Vincitore               | Secondo                 | Terzo                   |
| -------- | ----------------------- | ----------------------- | ----------------------- |
| 1983/84  | Tom Sandberg            | Uwe Dotzauer            | Geir Andersen           |
| 1984/85  | Geir Andersen           | Hermann Weinbuch        | Hubert Schwarz          |
| 1985/86  | Hermann Weinbuch        | Thomas Müller           | Geir Andersen (2)       |
| 1986/87  | Torbjørn Løkken         | Hermann Weinbuch (2)    | Hippolyt Kempf          |
| 1987/88  | Klaus Sulzenbacher      | Torbjørn Løkken         | Andreas Schaad          |
| 1988/89  | Trond-Arne Bredesen     | Klaus Sulzenbacher      | Hippolyt Kempf (2)      |
| 1989/90  | Klaus Sulzenbacher (2)  | Allar Levandi           | Knut Tore Apeland       |
| 1990/91  | Fred Børre Lundberg     | Klaus Sulzenbacher      | Trond-Einar Elden       |
| 1991/92  | Fabrice Guy             | Klaus Sulzenbacher (3)  | Fred Børre Lundberg     |
| 1992/93  | Kenji Ogiwara           | Fred Børre Lundberg     | Takanori Kono           |
| 1993/94  | Kenji Ogiwara           | Takanori Kono           | Fred Børre Lundberg (2) |
| 1994/95  | Kenji Ogiwara (3)       | Bjarte Engen Vik        | Knut Tore Apeland (2)   |
| 1995/96  | Knut Tore Apeland       | Kenji Ogiwara           | Jari Mantila            |
| 1996/97  | Samppa Lajunen          | Jari Mantila            | Bjarte Engen Vik        |
| 1997/98  | Bjarte Engen Vik        | Mario Stecher           | Felix Gottwald          |
| 1998/99  | Bjarte Engen Vik (2)    | Hannu Manninen          | Ladislav Rygl           |
| 1999/00  | Samppa Lajunen (2)      | Bjarte Engen Vik (2)    | Ladislav Rygl (2)       |
| 2000/01  | Felix Gottwald          | Ronny Ackermann         | Bjarte Engen Vik (2)    |
| 2001/02  | Ronny Ackermann         | Felix Gottwald          | Samppa Lajunen          |
| 2002/03  | Ronny Ackermann (2)     | Felix Gottwald          | Björn Kircheisen        |
| 2003/04  | Hannu Manninen          | Ronny Ackermann         | Samppa Lajunen (2)      |
| 2004/05  | Hannu Manninen          | Ronny Ackermann (3)     | Felix Gottwald          |
| 2005/06  | Hannu Manninen          | Magnus Moan             | Björn Kircheisen (2)    |
| 2006/07  | Hannu Manninen (4)      | Jason Lamy-Chappuis     | Magnus Moan             |
| 2007/08  | Ronny Ackermann (3)     | Petter Tande            | Bill Demong             |
| 2008/09  | Anssi Koivuranta        | Magnus Moan (2)         | Bill Demong (2)         |
| 2009/10  | Jason Lamy-Chappuis     | Felix Gottwald (3)      | Magnus Moan (2)         |
| 2010/11  | Jason Lamy-Chappuis     | Mikko Kokslien          | Felix Gottwald (3)      |
| 2011/12  | Jason Lamy-Chappuis (3) | Akito Watabe            | Mikko Kokslien          |
| 2012/13  | Eric Frenzel            | Jason Lamy-Chappuis (2) | Akito Watabe            |
| 2013/14  | Eric Frenzel            | Johannes Rydzek         | Akito Watabe            |
| 2014/15  | Eric Frenzel            | Akito Watabe            | Johannes Rydzek         |
| 2015/16  | Eric Frenzel            | Akito Watabe            | Fabian Rießle           |
| 2016/17  | Eric Frenzel (5)        | Johannes Rydzek (2)     | Akito Watabe            |
| 2017/18  | Akito Watabe            | Jan Schmid              | Fabian Rießle (2)       |
| 2018/19  | Jarl Magnus Riiber      | Akito Watabe (4)        | Franz-Josef Rehrl       |
| 2019/20  | Jarl Magnus Riiber      | Jørgen Graabak          | Vinzenz Geiger          |
| 2020/21  | Jarl Magnus Riiber      | Vinzenz Geiger          | Akito Watabe (4)        |
| 2021/22  | Jarl Magnus Riiber      | Johannes Lamparter      | Vinzenz Geiger (2)      |
| 2022/23  | Johannes Lamparter      | Jens Lurås Oftebro      | Julian Schmid           |
| 2023/24  | Jarl Magnus Riiber (5)  | Stefan Rettenegger      | Johannes Lamparter      |
| 2024/25  | Vinzenz Geiger          | Jarl Magnus Riiber      | Johannes Lamparter (2)  |

### Donne
| Stagione | Vincitrice               | Seconda                  | Terza            |
| -------- | ------------------------ | ------------------------ | ---------------- |
| 2020/21  | Tara Geraghty-Moats      | Gyda Westvold Hansen     | Anju Nakamura    |
| 2021/22  | Gyda Westvold Hansen     | Ida Marie Hagen          | Ema Volavšek     |
| 2022/23  | Gyda Westvold Hansen (2) | Nathalie Armbruster      | Ida Marie Hagen  |
| 2023/24  | Ida Marie Hagen          | Gyda Westvold Hansen (2) | Mari Leinan Lund |
| 2024/25  | Nathalie Armbruster      | Ida Marie Hagen (2)      | Haruka Kasai     |

## Classifiche di specialità

### Uomini

#### Sprint
| Stagione | Vincitore           | Secondo             | Terzo            |
| -------- | ------------------- | ------------------- | ---------------- |
| 2000/01  | Felix Gottwald      | Ronny Ackermann     | Kristian Hammer  |
| 2001/02  | Ronny Ackermann     | Samppa Lajunen      | Felix Gottwald   |
| 2002/03  | Ronny Ackermann     | Felix Gottwald      | Björn Kircheisen |
| 2003/04  | Hannu Manninen      | Samppa Lajunen      | Ronny Ackermann  |
| 2004/05  | Hannu Manninen      | Ronny Ackermann     | Todd Lodwick     |
| 2005/06  | Hannu Manninen      | Magnus Moan         | Björn Kircheisen |
| 2006/07  | Jason Lamy-Chappuis | Magnus Moan         | Felix Gottwald   |
| 2007/08  | Ronny Ackermann     | Jason Lamy-Chappuis | Bernhard Gruber  |

#### Compact
| Stagione | Vincitore          | Secondo            | Terzo              |
| -------- | ------------------ | ------------------ | ------------------ |
| 2023/24  | Jarl Magnus Riiber | Stefan Rettenegger | Johannes Rydzek    |
| 2024/25  | Vinzenz Geiger     | Jarl Magnus Riiber | Johannes Lamparter |

### Donne

#### Compact
| Stagione | Vincitrice          | Seconda              | Terza                |
| -------- | ------------------- | -------------------- | -------------------- |
| 2023/24  | Ida Marie Hagen     | Gyda Westvold Hansen | Nathalie Armbruster  |
| 2023/24  | Nathalie Armbruster | Ida Marie Hagen      | Gyda Westvold Hansen |

## Vincitori di gare di Coppa del Mondo

### Uomini
Dati aggiornati al 22 marzo 2025
     Sciatori in attività
Si elencano solamente gli atleti con almeno 10 vittorie in carriera.
| Pos. | Nome atleta         | Carriera  | Coppa del Mondo   | Coppa del Mondo   | Coppa del Mondo   | Coppa del Mondo   | Coppa del Mondo   | Coppa del Mondo    | Coppa del Mondo    | Coppa del Mondo    | Coppa del Mondo    | Coppa del Mondo    | Totale | % Vittorie |
| Pos. | Nome atleta         | Carriera  | Trampolino grande | Trampolino grande | Trampolino grande | Trampolino grande | Trampolino grande | Trampolino piccolo | Trampolino piccolo | Trampolino piccolo | Trampolino piccolo | Trampolino piccolo | Totale | % Vittorie |
| Pos. | Nome atleta         | Carriera  | Vittorie          | 15 km             | 10 km             | 7,5 km            | 5 km              | Vittorie           | 15 km              | 10 km              | 7,5 km             | 5 km               | Totale | % Vittorie |
| ---- | ------------------- | --------- | ----------------- | ----------------- | ----------------- | ----------------- | ----------------- | ------------------ | ------------------ | ------------------ | ------------------ | ------------------ | ------ | ---------- |
| 1    | Jarl Magnus Riiber  | 2014–2025 | 38                | –                 | 34                | 1                 | 3                 | 40                 | 4                  | 30                 | 3                  | 3                  | 78     | 55%        |
| 2    | Hannu Manninen      | 1994–2011 | 27                | 8                 | 8                 | 11                | –                 | 21                 | 8                  | 1                  | 12                 | –                  | 48     | 24%        |
| 3    | Eric Frenzel        | 2007–2023 | 22                | 1                 | 21                | –                 | –                 | 21                 | 4                  | 14                 | –                  | 3                  | 43     | 16%        |
| 4    | Ronny Ackermann     | 1997–2010 | 24                | 12                | 2                 | 10                | –                 | 4                  | 2                  | –                  | 2                  | –                  | 28     | 16%        |
| 5    | Bjarte Engen Vik    | 1991–2001 | 14                | 12                | –                 | 2                 | –                 | 12                 | 10                 | 1                  | 1                  | –                  | 26     | 25%        |
|      | Jason Lamy Chappuis | 2004–2018 | 15                | 1                 | 12                | 2                 | –                 | 11                 | –                  | 9                  | 2                  | –                  | 26     | 14%        |
| 7    | Magnus Hovdal Moan  | 2003–2019 | 15                | 4                 | 11                | –                 | –                 | 10                 | –                  | 7                  | 3                  | –                  | 25     | 10%        |
| 8    | Felix Gottwald      | 1993–2011 | 14                | 2                 | 3                 | 9                 | –                 | 9                  | 5                  | 2                  | 2                  | –                  | 23     | 12%        |
| 9    | Samppa Lajunen      | 1996–2004 | 4                 | 2                 | –                 | 2                 | –                 | 16                 | 8                  | –                  | 8                  | –                  | 20     | 18%        |
| 10   | Kenji Ogiwara       | 1991–2002 | 7                 | 7                 | –                 | –                 | –                 | 12                 | 12                 | –                  | –                  | –                  | 19     | 15%        |
|      | Akito Watabe        | 2005–     | 10                | 1                 | 9                 | –                 | –                 | 9                  | 1                  | 7                  | –                  | 1                  | 19     | 7%         |
| 12   | Johannes Rydzek     | 2008–     | 15                | –                 | 15                | –                 | –                 | 3                  | –                  | 2                  | –                  | 1                  | 18     | 7%         |
| 13   | Björn Kircheisen    | 2001–2018 | 13                | 2                 | 4                 | 7                 | –                 | 4                  | –                  | 3                  | 1                  | –                  | 17     | 6%         |
|      | Vinzenz Geiger      | 2015–     | 6                 | 1                 | 4                 | 1                 | –                 | 11                 | –                  | 10                 | 1                  | –                  | 17     | 9%         |
|      | Johannes Lamparter  | 2018–     | 8                 | –                 | 8                 | –                 | –                 | 9                  | 1                  | 6                  | 2                  | –                  | 17     | 14%        |
| 16   | Klaus Sulzenbacher  | 1983–1992 | 0                 | –                 | –                 | –                 | –                 | 14                 | 14                 | –                  | –                  | –                  | 14     | 24%        |
| 17   | Mario Stecher       | 1993–2015 | 4                 | 3                 | –                 | 1                 | –                 | 8                  | 2                  | 4                  | 2                  | –                  | 12     | 4%         |

### Donne
Dati aggiornati al 16 marzo 2025
     Sciatrici in attività
Si elencano le atlete con almeno una vittoria in carriera.
| Pos. | Nome atleta          | Carriera  | Coppa del Mondo   | Coppa del Mondo   | Coppa del Mondo   | Coppa del Mondo   | Coppa del Mondo   | Coppa del Mondo    | Coppa del Mondo    | Coppa del Mondo    | Coppa del Mondo    | Coppa del Mondo    | Totale | % Vittorie |
| Pos. | Nome atleta          | Carriera  | Trampolino grande | Trampolino grande | Trampolino grande | Trampolino grande | Trampolino grande | Trampolino piccolo | Trampolino piccolo | Trampolino piccolo | Trampolino piccolo | Trampolino piccolo | Totale | % Vittorie |
| Pos. | Nome atleta          | Carriera  | Vittorie          | 15 km             | 10 km             | 7,5 km            | 5 km              | Vittorie           | 15 km              | 10 km              | 7,5 km             | 5 km               | Totale | % Vittorie |
| ---- | -------------------- | --------- | ----------------- | ----------------- | ----------------- | ----------------- | ----------------- | ------------------ | ------------------ | ------------------ | ------------------ | ------------------ | ------ | ---------- |
| 1    | Gyda Westvold Hansen | 2020–     | 2                 | –                 | –                 | –                 | 2                 | 21                 | –                  | –                  | –                  | 21                 | 23     | 51%        |
| 2    | Ida Marie Hagen      | 2020–     | 0                 | –                 | –                 | –                 | –                 | 16                 | –                  | –                  | 2                  | 15                 | 17     | 40%        |
| 3    | Nathalie Armbruster  | 2022–     | 0                 | –                 | –                 | –                 | –                 | 3                  | –                  | –                  | –                  | 3                  | 3      | 5%         |
| 4    | Mari Leinan Lund     | 2020–     | 0                 | –                 | –                 | –                 | –                 | 2                  | –                  | –                  | –                  | 2                  | 2      | 8%         |
| 5    | Tara Geraghty-Moats  | 2020–2020 | 0                 | –                 | –                 | –                 | –                 | 1                  | –                  | –                  | –                  | 1                  | 1      | 100%       |
|      | Anju Nakamura        | 2020–     | 0                 | –                 | –                 | –                 | –                 | 1                  | –                  | –                  | –                  | 1                  | 1      | 3%         |
|      | Yūna Kasai           | 2020–     | 0                 | –                 | –                 | –                 | –                 | 1                  | –                  | –                  | –                  | 1                  | 1      | 2%         |

## Record

### Maggiori vincitori di Coppe del Mondo
Il record di successi è di cinque vittorie ed è detenuto dal tedesco Eric Frenzel (dal 2013 al 2017) e dal norvegese Jarl Magnus Riiber (2019, 2020, 2021, 2022, 2024); segue il finlandese Hannu Manninen (dal 2004 al 2007) con quattro, mentre a quota tre troviamo il giapponese Kenji Ogiwara (1993, 1994, 1995), il tedesco Ronny Ackermann (2002, 2003, 2008) e il francese Jason Lamy-Chappuis (2010, 2011, 2012). Altri sono riusciti a fare il bis: l'austriaco Klaus Sulzenbacher (1988, 1990), il finlandese Samppa Lajunen (1997, 2000) e il norvegese Bjarte Engen Vik (1998, 1999).
A livello di nazioni, la Norvegia è il Paese che ha conquistato il maggior numero di Coppe del Mondo individuali, con 13 vittorie su 42 edizioni disputate in campo maschile. Seguono la Germania con 10 vittorie, Finlandia con 7 e infine la Francia, il Giappone e l'Austria con 4 Coppe del Mondo ciascuna. La distribuzione delle Coppe del Mondo conferma che la pratica della combinata nordica è concentrata in poche nazioni con forti tradizioni (e disponibilità di impianti) nel salto con gli sci.
| Nome                | Nazione   | Carriera         | Coppe del Mondo |
| ------------------- | --------- | ---------------- | --------------- |
| Eric Frenzel        | Germania  | 2007-2023        | 5               |
| Jarl Magnus Riiber  | Norvegia  | 2015-in attività | 5               |
| Hannu Manninen      | Finlandia | 1994-2011        | 4               |
| Kenji Ogiwara       | Giappone  | 1991-2002        | 3               |
| Ronny Ackermann     | Germania  | 1997-2010        | 3               |
| Jason Lamy-Chappuis | Francia   | 2004-2018        | 3               |
| Klaus Sulzenbacher  | Austria   | 1983-1992        | 2               |
| Bjarte Engen Vik    | Norvegia  | 1991-2001        | 2               |
| Samppa Lajunen      | Finlandia | 1996-2004        | 2               |

### Podi
Il record di podi nelle singole gare individuali di Coppa del Mondo appartiene al norvegese Jarl Magnus Riiber con 111 piazzamenti tra i primi 3. Lo seguono il finlandese Hannu Manninen e il tedesco Eric Frenzel con 90 e 83 rispettivamente.
| Pos. | Nome                | Nazione   | Carriera         | Podi |
| ---- | ------------------- | --------- | ---------------- | ---- |
| 1    | Jarl Magnus Riiber  | Norvegia  | 2014-in attività | 111  |
| 2    | Hannu Manninen      | Finlandia | 1994-2011        | 90   |
| 3    | Eric Frenzel        | Germania  | 2007-2023        | 83   |
| 4    | Ronny Ackermann     | Germania  | 1997-2010        | 77   |
| 5    | Akito Watabe        | Giappone  | 2005-in attività | 74   |
| 6    | Felix Gottwald      | Austria   | 1993-2011        | 68   |
| 7    | Bjarte Engen Vik    | Norvegia  | 1991-2001        | 61   |
| 8    | Jason Lamy-Chappuis | Francia   | 2004-2018        | 59   |
| 9    | Samppa Lajunen      | Finlandia | 1996-2004        | 55   |
| 10   | Magnus Moan         | Norvegia  | 2003-2019        | 54   |